# 行屍：第二季
《行屍：第二季》是電子遊戲《行屍》第一季的續集，以Robert Kirkman原創漫畫《行屍》為本的冒險遊戲。遊戲由Telltale Games開發。第二季第一集數碼版在2013年12月起發售，零售DVD版則會在整季完結後發售。第二季繼續由第一季相同演員旁白聲演。玩家在第一季、額外集數《行屍400天》（The Walking Dead 400 Days）和第二季內的決定都會被記錄，永久影響接下來的劇情。本來第一季出現的克萊門汀（Clementine）會在第二季成為遊戲主角

## 角色
克萊曼婷
女主角
12歲
於第一季結束時在村子外遇見歐米德和克麗斯塔兩人，歐米德被陌生人射死，而後克萊和克里斯塔走散，在漫漫長路一節在滑雪小屋遇見肯尼